# デコイ (アルバム)
『デコイ』（Decoy）は、マイルス・デイヴィスが1984年に発表したスタジオ・アルバム。

## 解説
長年マイルスの作品をプロデュースしてきたテオ・マセロと別れ、セルフ・プロデュース体制でレコーディングされた。本作よりダリル・ジョーンズがマイルスのグループに正式加入。「ホワット・イット・イズ」と「ザッツ・ホワット・ハプンド」は、モントリオール国際ジャズフェスティバルに出演した際のライブ音源を使用。
マイルス自身は、本作のスタジオ・レコーディングに参加したブランフォード・マルサリスをレギュラー・メンバーに起用しようと考えていたが、実現しなかった。

## 収録曲
特記なき楽曲はマイルス・デイヴィスとジョン・スコフィールドの共作。
1. デコイ - "Decoy" (Robert Irving III) - 8:33
2. ロボット415 - "Robot 415" (Miles Davis, R. Irving III) - 1:09
3. コードM.D. - "Code M.D." (R. Irving III) - 5:55
4. フリーキー・ディーキー - "Freaky Deaky" (M. Davis) - 4:33
5. ホワット・イット・イズ - "What It Is" - 4:31
6. ザッツ・ライト - "That's Right" - 11:11
7. ザッツ・ホワット・ハプンド - "That's What Happened" - 3:30

## 参加ミュージシャン
- マイルス・デイヴィス - トランペット、シンセサイザー
- ブランフォード・マルサリス - ソプラノ・サックス(on 1. 3. 6.)
- ビル・エヴァンス - ソプラノ・サックス(on 5. 7.)
- ジョン・スコフィールド - ギター(on 1. 3. 5. 6. 7.)
- ダリル・ジョーンズ - エレクトリックベース
- アル・フォスター - ドラムス
- ロバート・アーヴィングIII - シンセサイザー、プログラミング
- ミノ・シネル - パーカッション
- ギル・エヴァンス - アレンジ(on 6.)